# Silvio Mondinelli
Silvio Mondinelli (ur. 24 czerwca 1958 w Gardone Val Trompia) – włoski himalaista, zdobywca wszystkich 14 ośmiotysięcznych szczytów.
Wspólnie z innym Włochem Simone Moro został negatywnym bohaterem skandalu związanego ze zdobywaniem Korony Himalajów. Okazało się bowiem, że ich wejście na Lhotse w 1994 roku to kłamstwo. Wchodzący w tym samym czasie Ryszard Pawłowski oświadczył, że zawrócili z grani około 150 metrów poniżej wierzchołka. Mondinelli ponownie zaatakował Lhotse w 2006 tym razem wchodząc już na szczyt.